# Cláudia Abreu
Cláudia Abreu Fonseca (n. 12 octombrie 1970) este o actriță braziliană.

## Filmografie

### Televiziune
- A Lei do Amor - Heloísa Martins Bezerra (Helô) - (2016)
- Geração Brasil - Pamela Paker - (2014)
- Cheias de Charme - Chayenne (Jociléia Imbuzeiro Migon) - (2012)
- Três Irmãs - Dora Jequitibá Áquila - (2008)
- Belíssima - Vitória Rocha Assumpção / Vitória Güney Moura - (2005)
- Celebridade - Laura Prudente da Costa - (2003)
- O Quinto dos Infernos - Amélia de Leuchtenberg - (2002)
- Brava Gente - "O Diabo ri por Último" - Mulher do Zé - (2001)
- Força de um Desejo - Olívia Xavier - (1999)
- Labirinto - Liliane - (1998)
- Pátria Minha - Alice Proença Pelegrini Laport - (1994)
- Anos Rebeldes - Heloísa Andrade Brito - (1992)
- Barriga de Aluguel - Clara Ribeiro - (1990)
- Que Rei Sou Eu? - Princess Juliette - (1989)
- Fera Radical - Ana Paula Flores - (1988)
- O Outro - Zezinha - (1987)
- Hipertensão - Luzia - (1986)